# Eotetranychus irregularensis
Eotetranychus irregularensis är en spindeldjursart som beskrevs av Nassar och Ghai 1981. Eotetranychus irregularensis ingår i släktet Eotetranychus och familjen Tetranychidae. Inga underarter finns listade i Catalogue of Life.